# Absolut Vodka
Absolut Vodka est une marque de vodka appartenant au groupe public suédois Vin & Sprit jusqu’à l’été 2008, date de son achat par Pernod Ricard.
Elle est produite à Åhus, en Scanie, dans le sud de la Suède.
Absolut Vodka titre à 40 degrés alors que la plupart de ses déclinaisons aromatisées titrent à 38.

## Historique

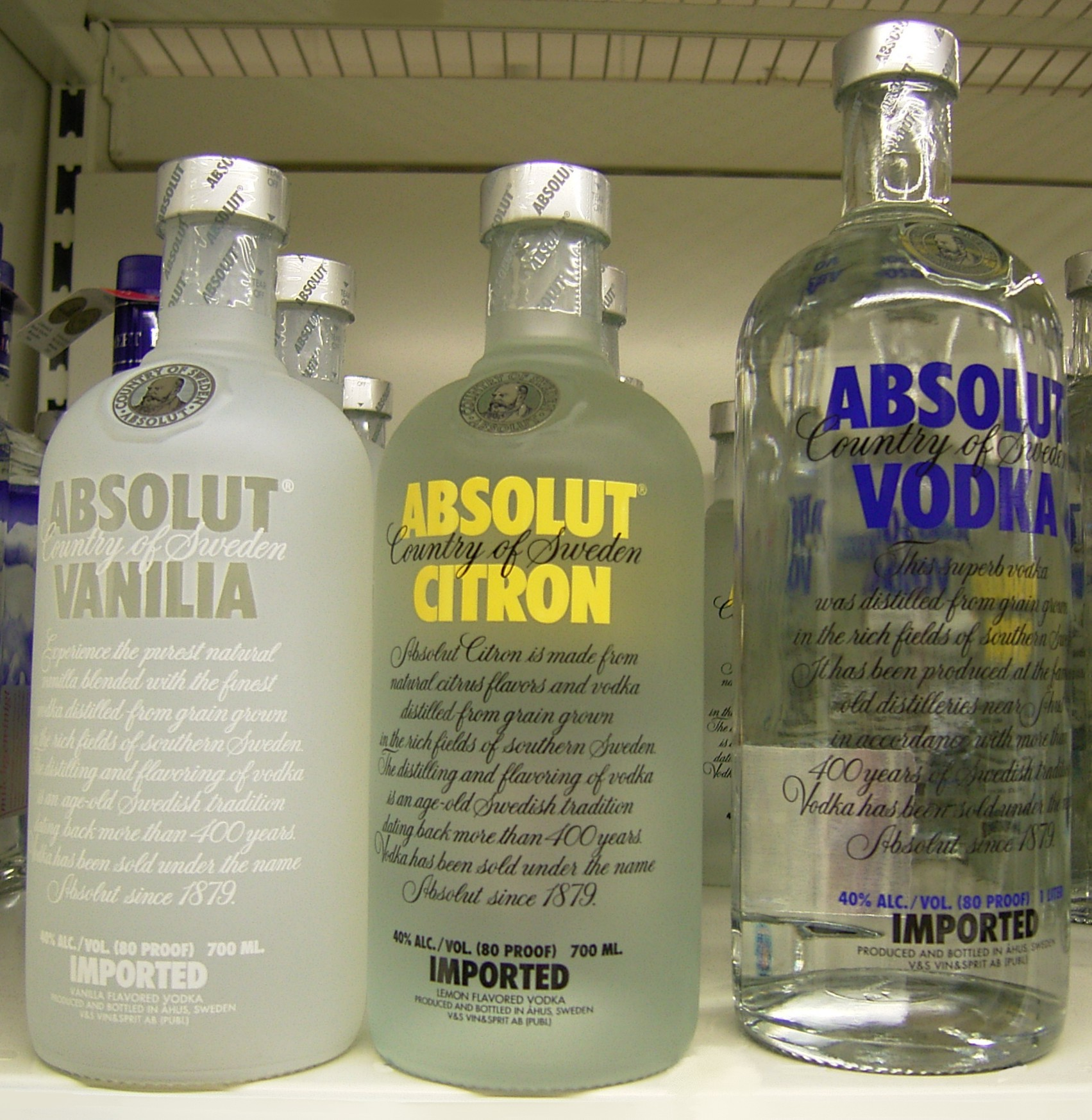
Bouteilles de vodka Absolut.

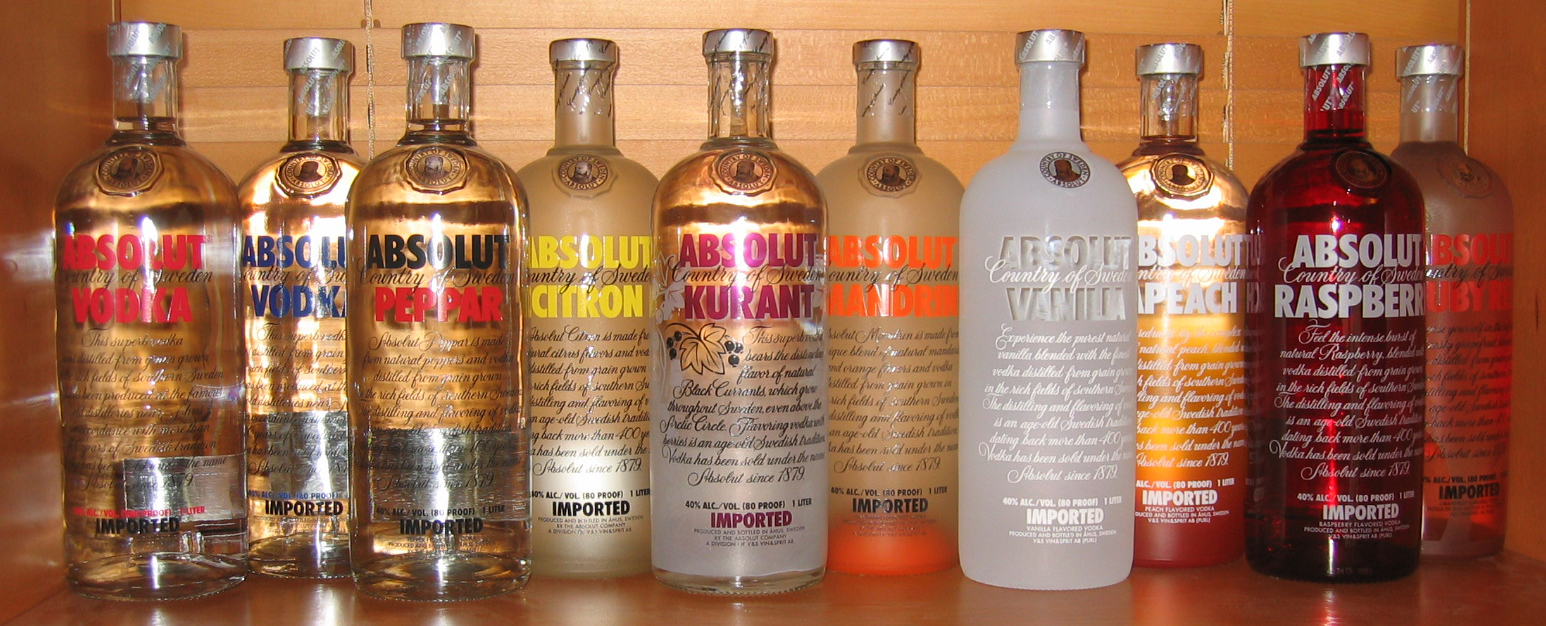
Bouteilles de vodka Absolut.

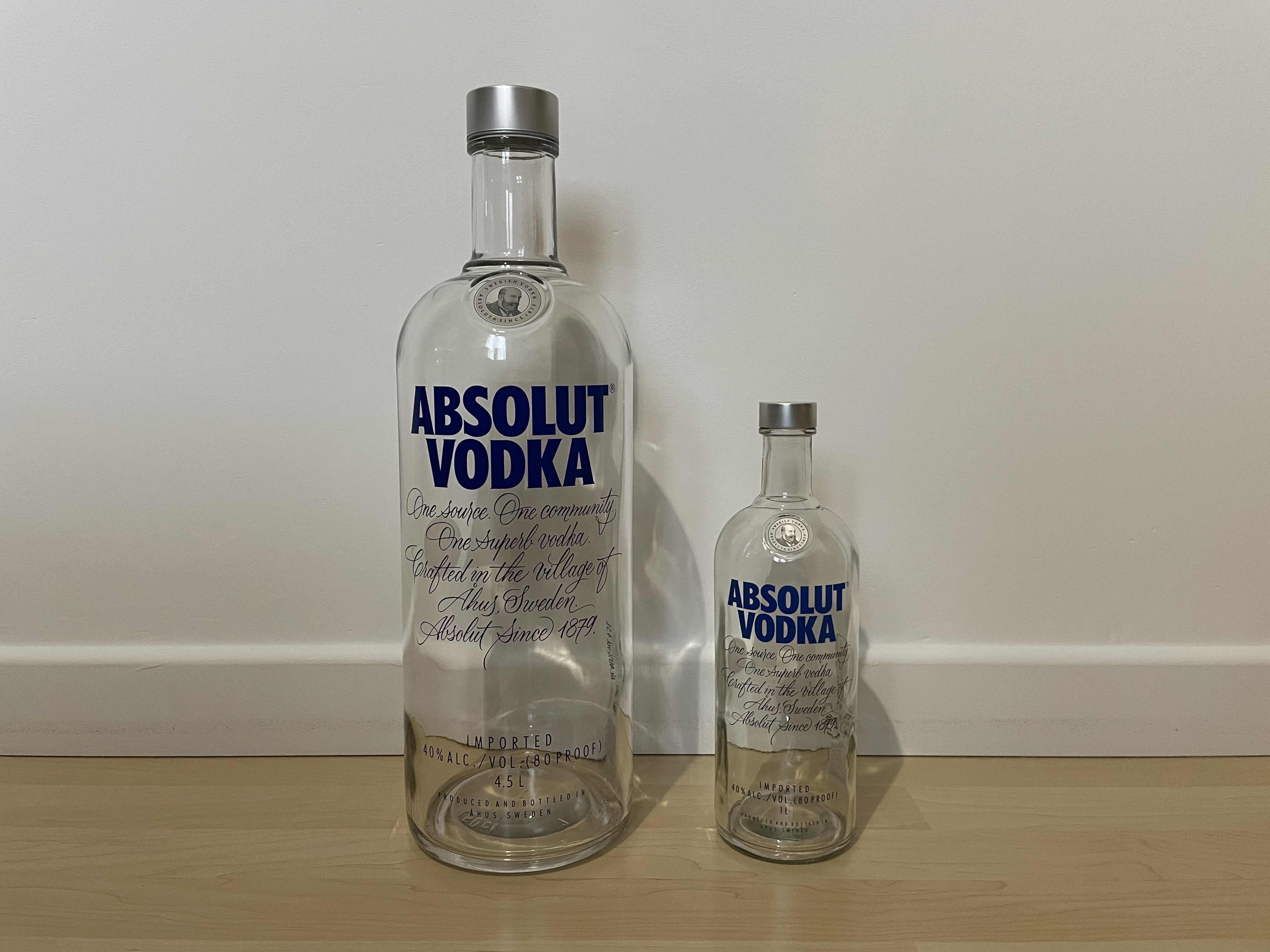
Comparaison entre une bouteille de 4,5 L et une 1 L.

En 1879, l’entrepreneur Lars Olsson Smith (en), également connu comme le roi de la Vodka, introduit la distillation continue en Suède et lance une vodka supérieure : Absolut Rent Brännvin.
En 1979, la société suédoise V & S crée Absolut Vodka. 10 000 caisses sont exportées aux États-Unis.
En 1985, Andy Warhol, leader du Pop Art, est le premier d’une longue liste d’artistes créateurs et musiciens à être associés à Absolut.
En 1986 est marque par le lancement d'Absolut Peppar, première version d’une série d’aromatisés à succès.
En 2008, Absolut Vodka est racheté par le groupe Pernod Ricard.

## Affaires
En mars 2023, Pernod Ricard recommence en toute discrétion à exporter sa vodka Absolut vers la Russie. Les suédois lancent alors un appel au boycott des produits Pernod Ricard. Devant la colère engendrée, le groupe Pernod Ricard cesse les exportations de tous ses produits vers la Russie en avril 2023,.